# Мстительница (роман)
Мстительница (англ. Revenger) — научно-фантастический роман британского автора Аластера Рейнольдса, изданный в 2016 году. Он не связан ни с одной из предыдущих работ Рейнольдса и является первой книгой в трилогии «Мстительница». Продолжение под названием «Чёрные паруса» было опубликовано 10 января 2019 года, а третья и последняя книга в трилогии, «Молчание костей», была опубликована в 2020 году.
Revenger выиграл премию Locus Award 2017 за лучшую книгу для молодежи и стал финалистом премии Филипа К. Дика 2018 года.

## Сюжет
Десятки миллионов лет в будущем сестры Адрана и Арафура («Фура») Несс — опытные чтецы костей — основной метод, с помощью которого космические корабли общаются друг с другом. Их мастерство чтения костей позволяет им быть принятыми учениками на борт «Скорби Монетты», космического корабля под командованием Пола Ракамора. Ракамор и его команда занимаются поиском древних технологических артефактов, называемых «безделушками». Во время поисков этих артефактов на их корабль нападает печально известный космический пират Боза Сеннен, разделившая сестеёр и оставившая Фуру дрейфовать на корабле в пустом космосе. Когда она выходит из укрытия два дня спустя, она находит тела своей команды и клянется отомстить Босе.
Фура замечает далекий корабль, который спасает её и еще одного выжившего, Прозора, интегратора корабля или техника. Они служат в команде нового корабля и исследуют безделушку на пути обратно к цивилизации. После стыковки капитан корабля предлагает ценный «куин», чтобы соблазнить Фуру и Прозора раскрыть любую информацию о безделушках, особенно о неуловимом, известном как Клык, но они не делятся никакой информацией, несмотря на то, что Прозор с ним знаком.
Прозор ведет Фуру в сомнительный бар со связным, который мог бы помочь ей найти корабль, но они находят человека, которого когда-то послал её отец, чтобы он проводил её домой. Он настаивает, что её сестра мертва, оглушает Прозора и заставляет Фуру надеть браслет слежения, прежде чем он отвезёт её на борт коммерческого клипера.
Фура находит комнату с костями на корабле, где она использует череп, чтобы связаться с Адраной и подтвердить, что она жива. Она клянется спасти её из лап Босы, хотя Адрана умоляет её младшую сестру вместо этого вернуться домой. Фура планирует найти Адрану, прежде чем Боса применит пытки, наркотики и психологическую манипуляцию, чтобы превратить девушку в свою протеже.
Фура возвращается к отцу, но становится пленницей в его доме под изнурительными лекарствами семейного врача. Она находит останки старого робота, который когда-то был опекуном и наставником сестёр, ремонтирует его и слышит сообщение, оставленное ей Прозором. Она говорит Фуре, что нашла новую команду, которой нужен такой же чтец костей, как Фура, который получает помощь робота, чтобы сбежать из дома и поисковой группы. В космическом доке она находит капитана капера, который нанял Прозора, и предлагает себя на должность чтеца костей.
Работая на борту нового корабля, Фура и Прозор скрывают свою личную историю от команды. Фура делится с ней секретным планом, чтобы провести капитана к Клыку, в котором находится мощное инопланетное оружие, которое когда-то искал капитан Ракамор. Когда сестры снова говорят через черепа, Фура убеждает Адрану предложить Босе идею совершить набег на их корабль после того, как они заберут сокровище из Клыка, и в это время Фура захлопнет свою ловушку.
Фура умудряется склонить своего капитана взять курс на Клык, где их исследовательская группа находит легендарное оружие и тайник с доспехами глубоко внутри. Фура показывает, что она обманула капитана, чтобы найти это сокровище, которое они должны использовать против Босы, которая вскоре нападет.
Когда команда сбегает от безделушки, защитное поле которой скоро закроется, они обнаруживают корабль Босы, когда она приветствует их. Фура и её команда надевают инопланетную броню, сражаются с пиратской абордажной группой и, наконец, побеждают Босу, хотя их корабль получает катастрофические повреждения.
Фура и её выжившие товарищи по команде захватывают управление пиратским кораблем и захватывают раненую Босу. Фура воссоединяется с Адраной в момент расплаты, поскольку она обнаруживает, как её сестра изменилась под влиянием Босы. Фура спрашивает Босу, зачем она копила ценные куины, полученные столькими каперианскими экипажами, намекая на возможный ответ, стоящий за древней тайной куинов. Чтобы успокоить её, Фура выражает надежду Адране, что она снова станет собой, без воздействия Босы. Они соглашаются продолжить острые ощущения от разбивания еще большего количества безделушек, и Фура удаляется в каюту Босы, чтобы написать правдивый отчет о своем приключении.

## Действующие лица романа
- Арафура «Фура» Несс — младшая сестра, читательница костей, рассказчица «Мстительницы».
- Адрана Несс — старшая сестра Фуры, читательница костей.

## Отзывы
В некоторых обзорах «Мстительница» была обозначена как роман для молодежи, хотя издатель не рекламировал её как таковую. Рейнольдс говорит об этом в своём блоге, что он надеется, что роман «является простым научно-фантастическим романом, который также окажется доступным, и, возможно, доступным для более молодых читателей».
Марк Йон из SFFWorld.com описывает роман как «развлекательную пиратскую возню... с оттенком «Светлячка». Publishers Weekly называет «Мстительницу» «удивительно креативной, резонансной космической оперой».

## Вселенная Мстительницы
1. «Мстительница» (англ. Revenger). London: Gollancz, 2016, ISBN 978-057-509053-8
2. «Чёрные паруса» (англ. Shadow Captain). London: Gollancz, 2019, ISBN 978-057-509063-7
3. «Молчание костей» (англ. Bone Silence). London: Gollancz, 2020, ISBN 978-057-509067-5